# Mosaik

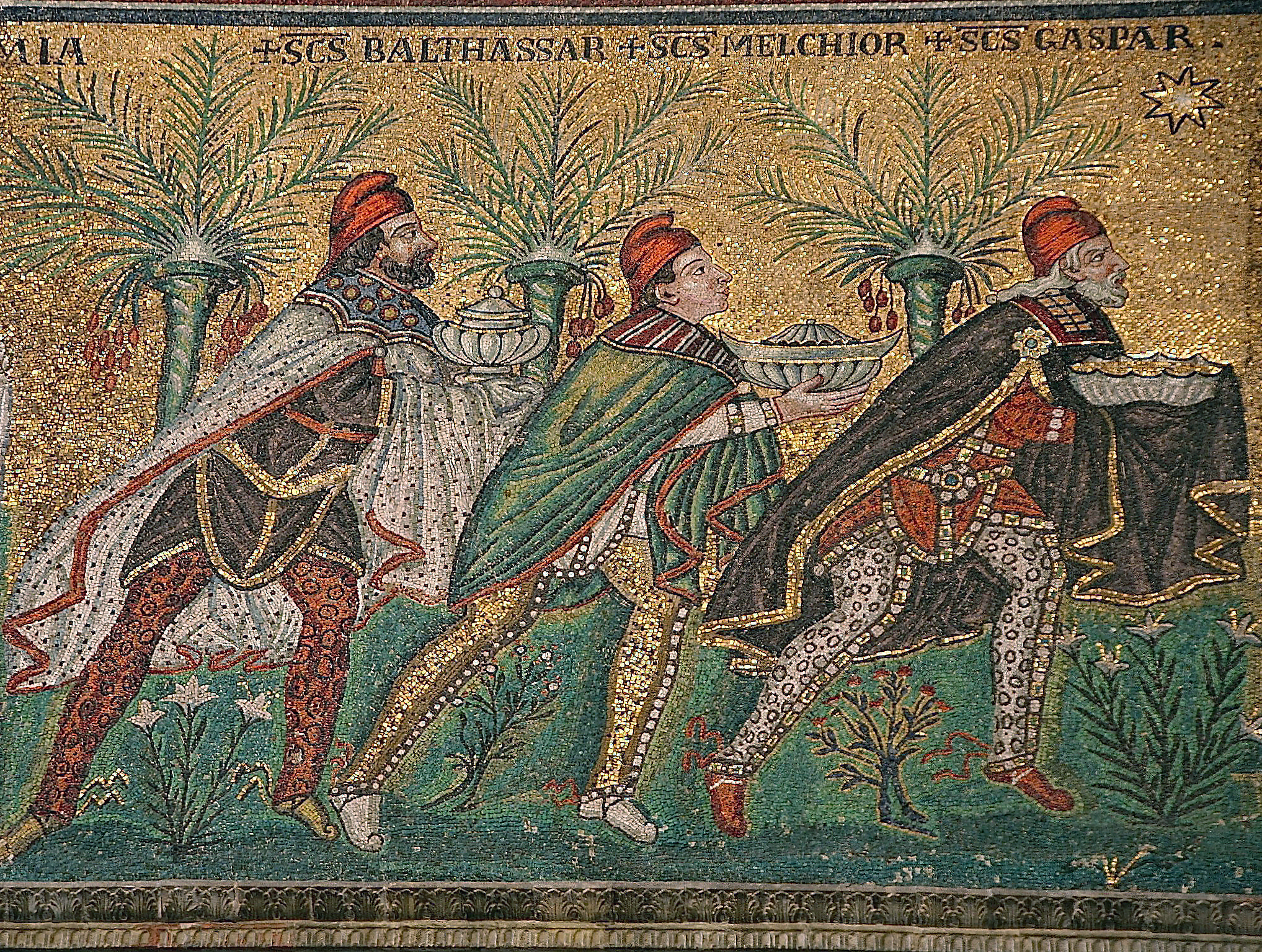
Frühchristliches Mosaik aus dem 6. Jahrhundert, Sant’Apollinare Nuovo in Ravenna

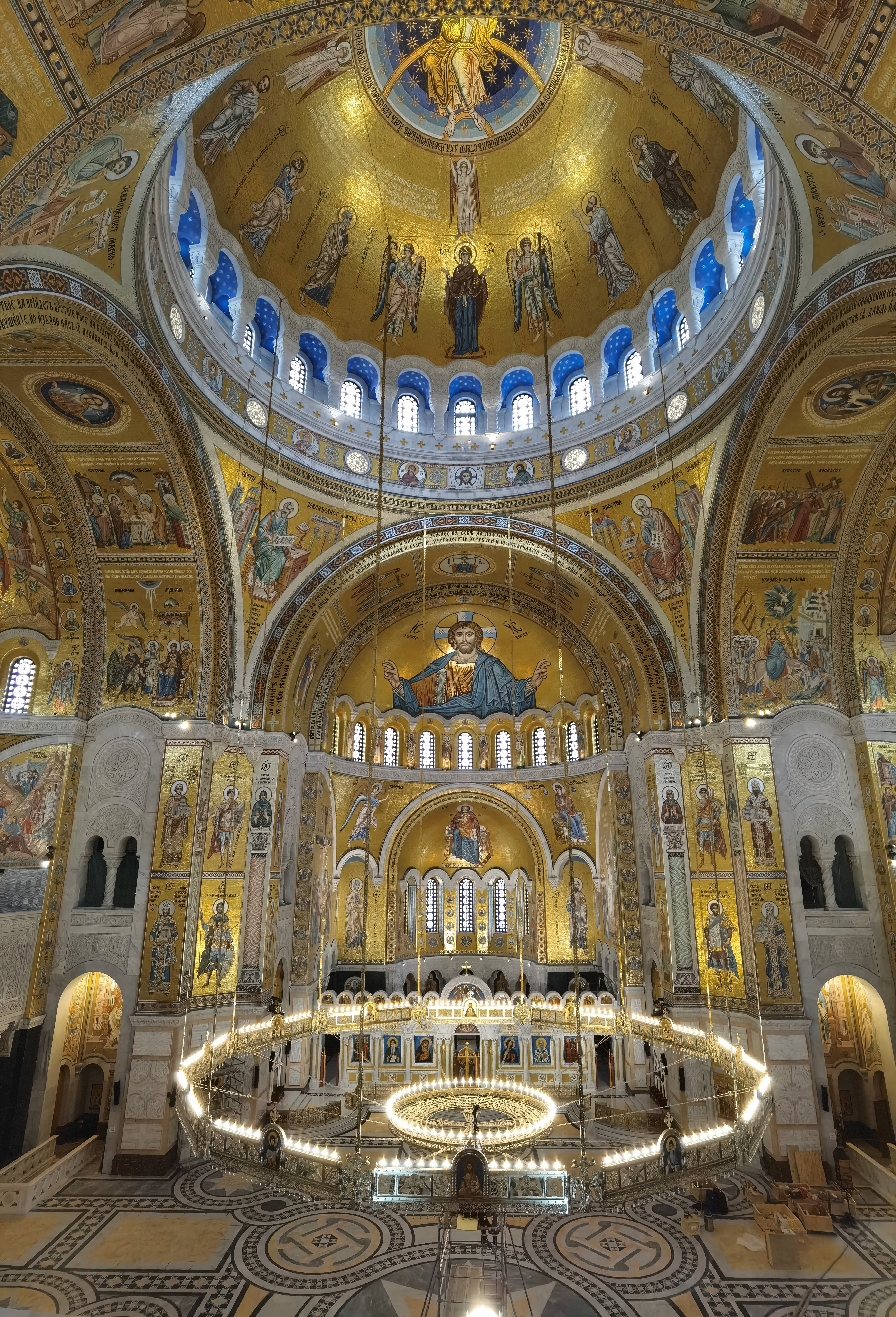
Dom des Heiligen Sava in Belgrad, mit 15 000 m² eines der größten Kirchenmosaike weltweit

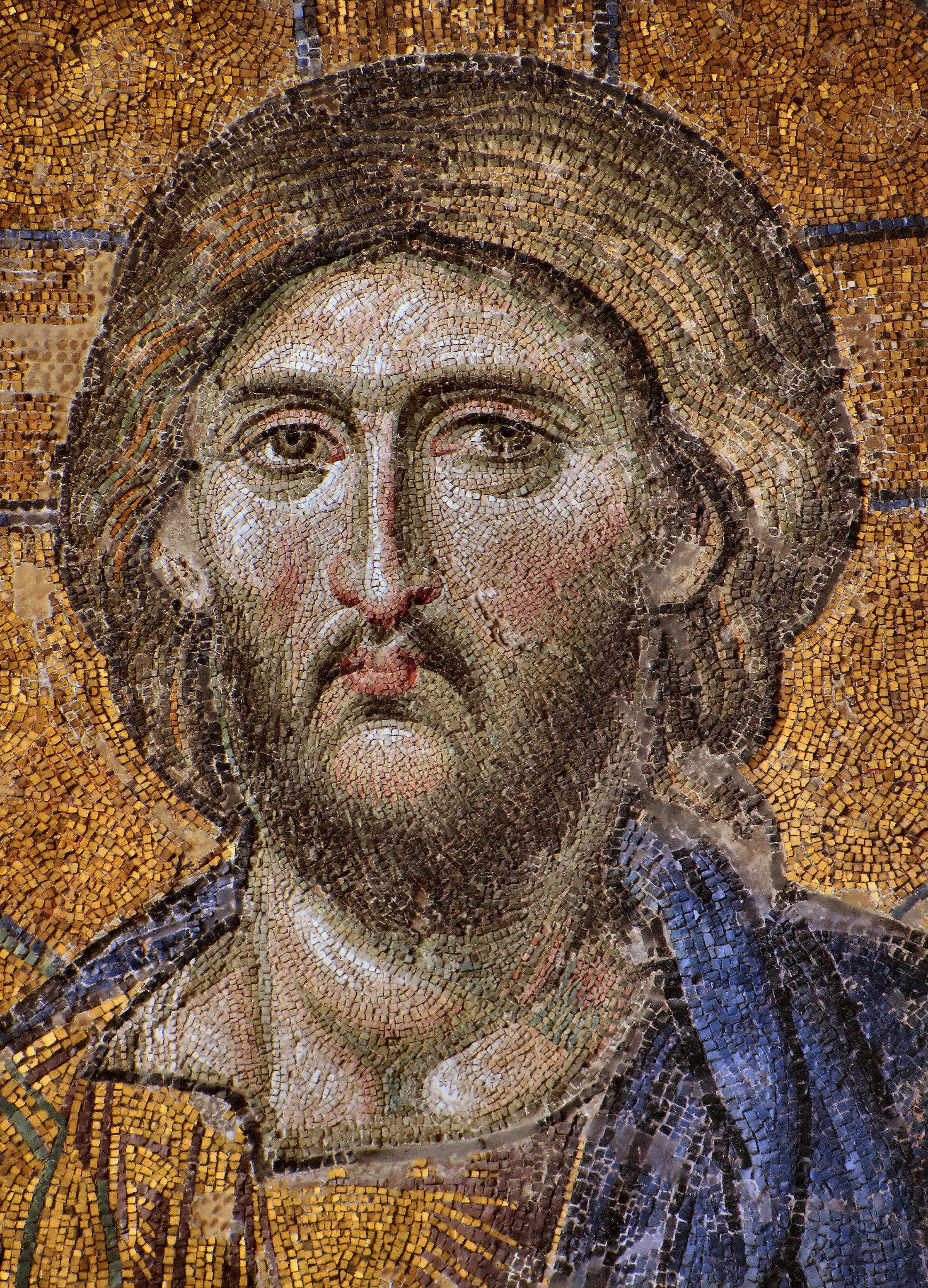
Das Deesis-Mosaik der Hagia Sophia ist ein Hauptwerk der Palaiologischen Renaissance und der Byzantinischen Kunst.

Mosaike sind eine schon im Altertum bekannte und beliebte Gattung der Bildenden Künste, bei der durch Zusammenfügen von verschiedenfarbigen oder verschieden geformten Teilen geometrische Muster oder figürliche Bilder entstehen. Dabei können verschiedene Materialien verwendet werden, klassisch sind Stein- und Glasmosaik; im islamischen Mittelalter kamen Kachelmosaike (zellij) hinzu. Modern sind Papier-, Stoff- und Ledermosaike; auch andere Experimentalformen sind möglich. Im Unterschied zu Intarsien verwenden Mosaike primär nur eine einzige einfache Form der bildgebenden Teilchen, meist kleine Kuben. Misch- und Übergangsformen sind möglich.

## Etymologie
Das Wort Mosaik leitet sich aus dem von lat. opus musivum bzw. spätlateinischen (opus) Musaicum – „den Musen gewidmet(es Werk)“ – ab. Als musivische Technik bezeichnet man das Zusammensetzen von verschiedenfarbigen flachen Plättchen (aus Stein, Metall, Holz usw.) zu dekorativen Mustern. Die einzelnen Steine heißen im Singular Tessera. Die Ausstattung eines Bauwerks mit Mosaiken wird als Mosaizierung bezeichnet.

## Geschichte

### Anfänge

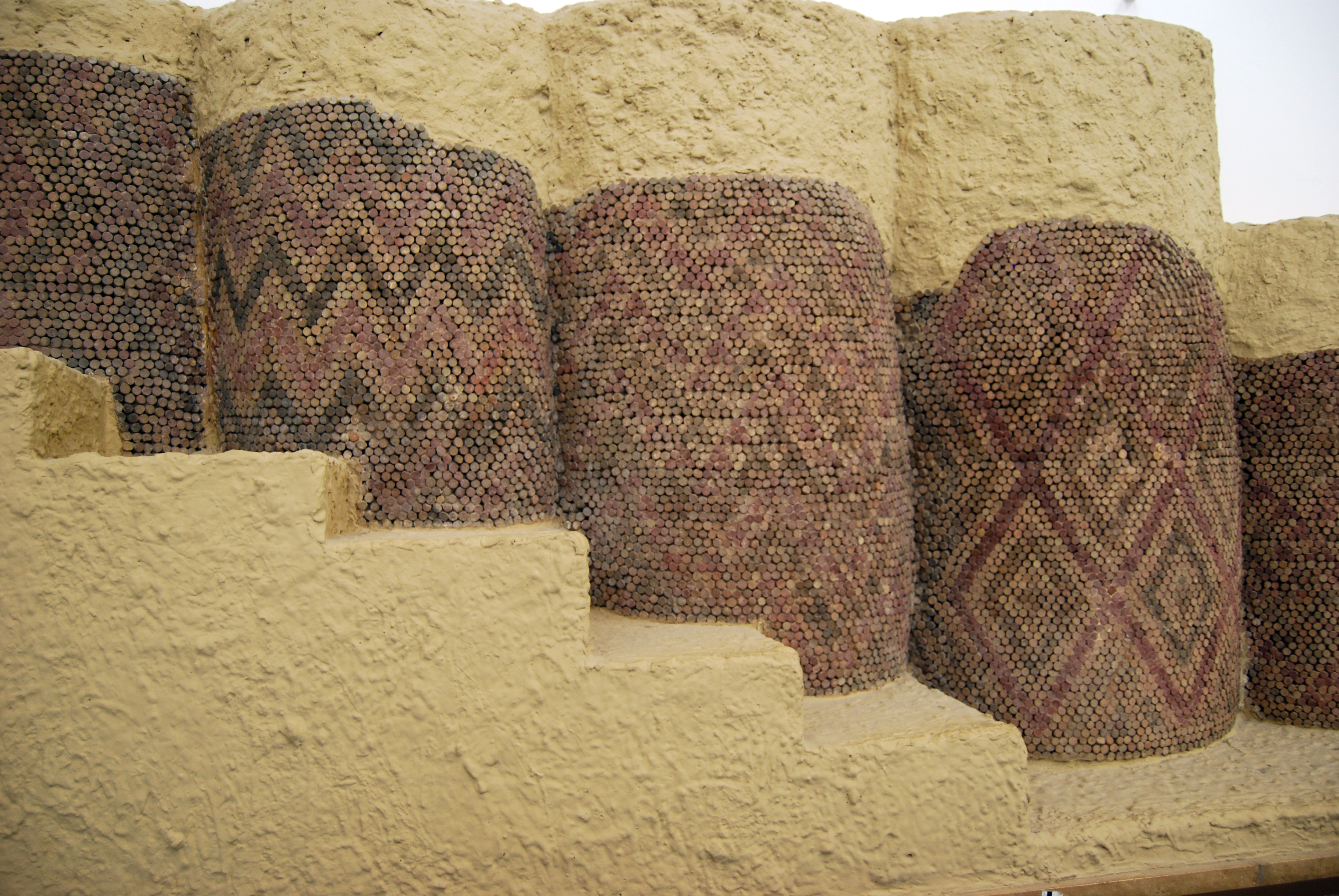
Mosaikgeschmückte Halbsäulen aus der mesopotamischen Stadt Uruk im Vorderasiatischen Museum Berlin

Die wahrscheinlich älteste bisher nachgewiesene von Menschen geschaffene mosaizierte Fläche stammt vom Fundplatz Bilzingsleben in Thüringen, wo Vertreter der Art Homo erectus offensichtlich dafür teilweise ortsfremde Steine und Knochen in den Löss eines fast kreisrunden Platzes mit einem Durchmesser von etwa 9 m eingedrückt haben muss. Das Alter dieses pflasterartigen Bereiches wird auf etwa 400.000 Jahre geschätzt.
Im Alten Orient wurden ab sumerischer Zeit (3. Jahrtausend v. Chr.) Mosaiken aus kleinen Stücken einheitlicher Materialien gefertigt. Eines der ältesten Beispiele stammt aus der mesopotamischen Stadt Ur. Es handelt sich um Säulen aus Palmenstämmen, die eine Ummantelung mit Asphalt (Mischung aus dem Bindemittel Bitumen und Gesteinskörnung) aufwiesen und mit Mosaiksteinen verziert waren. Mosaikstifte und Mosaiksteine kamen aber auch als Material für Wandfriese in Gebäuden und als Verzierungen von Schmuckkästchen zum Einsatz, wie die Säulenrekonstruktion von Teilen des Eanna-Heiligtums im Vorderasiatischen Museum Berlin und die Standarte von Ur im Britischen Museum zeigen.
Aus dem Alten Ägypten sind ebenfalls einige Belege für Mosaikherstellung bekannt, darunter glasierte Terrakottaplatten des 3. Jahrtausends v. Chr., Einlegearbeiten aus Edelsteinen oder Glas in Möbeln und Sarkophagen sowie glasierte Ziegel aus dem Totentempel des Sethos I. in Abydos. Auch im weiteren östlichen Mittelmeerraum breitete sich die Praxis aus, wie etwa Kieselmosaiken aus minoischen und mykenischen Fundorten sowie ein großes geometrisches Mosaik des 8. Jahrhunderts v. Chr. in der phrygischen Hauptstadt Gordion (heutige Westtürkei) bezeugen.

### Griechenland

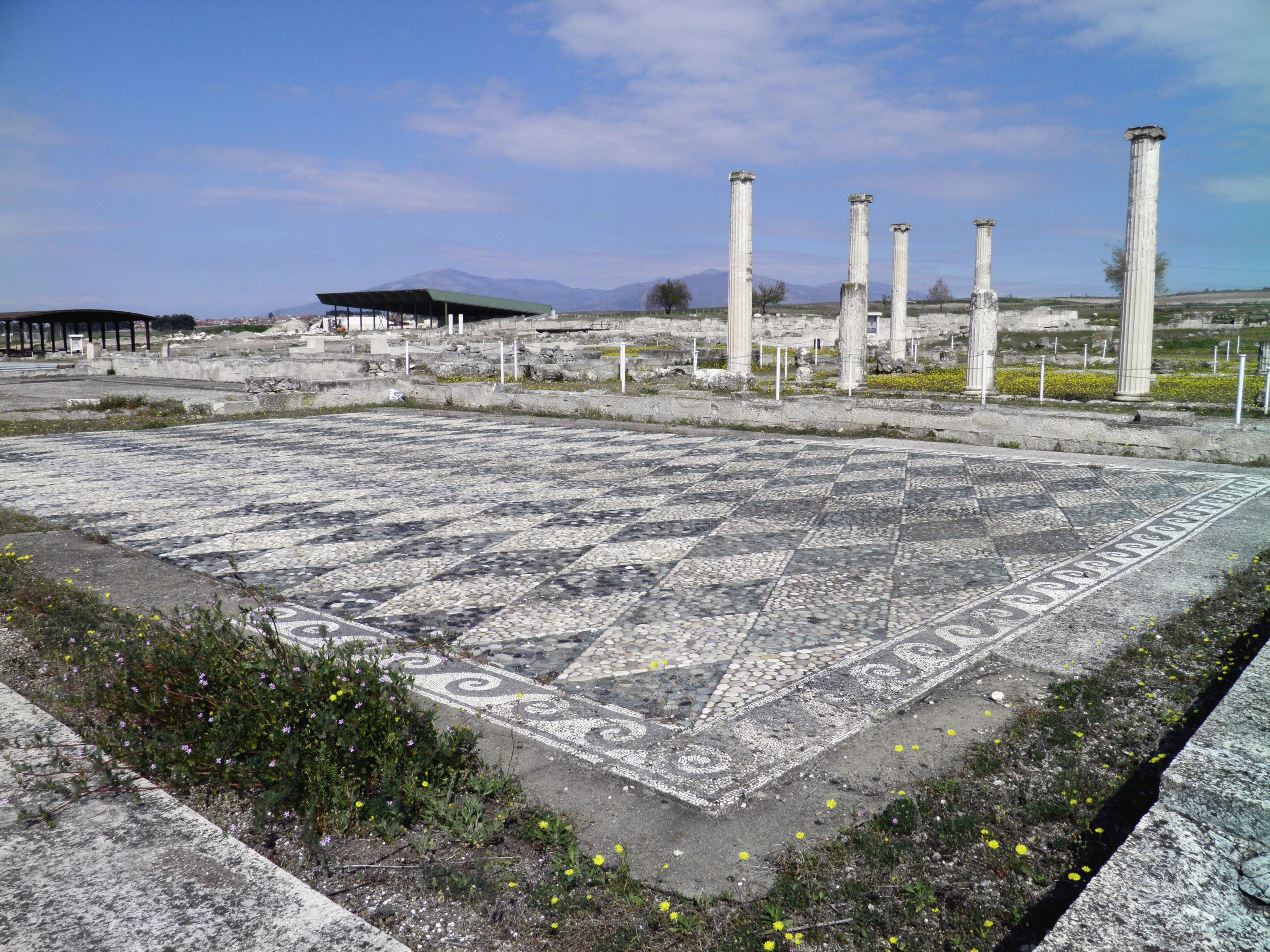
Kieselmosaik in Pella

Die ersten Mosaiken in der griechischen Welt sind Kieselmosaiken, bei denen die Farben Schwarz und Weiß dominieren. Beispiele hierfür sind das Mosaik mit Dionysos auf einem Panther in Pella, der Hauptstadt des Königreichs Makedonien aus der Zeit von 330 bis 310 v. Chr., und Die Schöne aus Durrës (Albanien), die etwa zur gleichen Zeit geschaffen wurde.
Im Hellenismus wurden die Kiesel durch speziell zurechtgeschnittene Steine ersetzt. Eine erste Blütezeit erlebte das antike Mosaik im zweiten vorchristlichen Jahrhundert. In dieser Zeit wurden große Bildmotive, die den Fußboden eines ganzen Raumes bedecken konnten, produziert. Das bekannteste Beispiel ist das Alexandermosaik im Haus des Fauns in Pompeji; andere Beispiele fanden sich in Delos.

### Römisches Reich

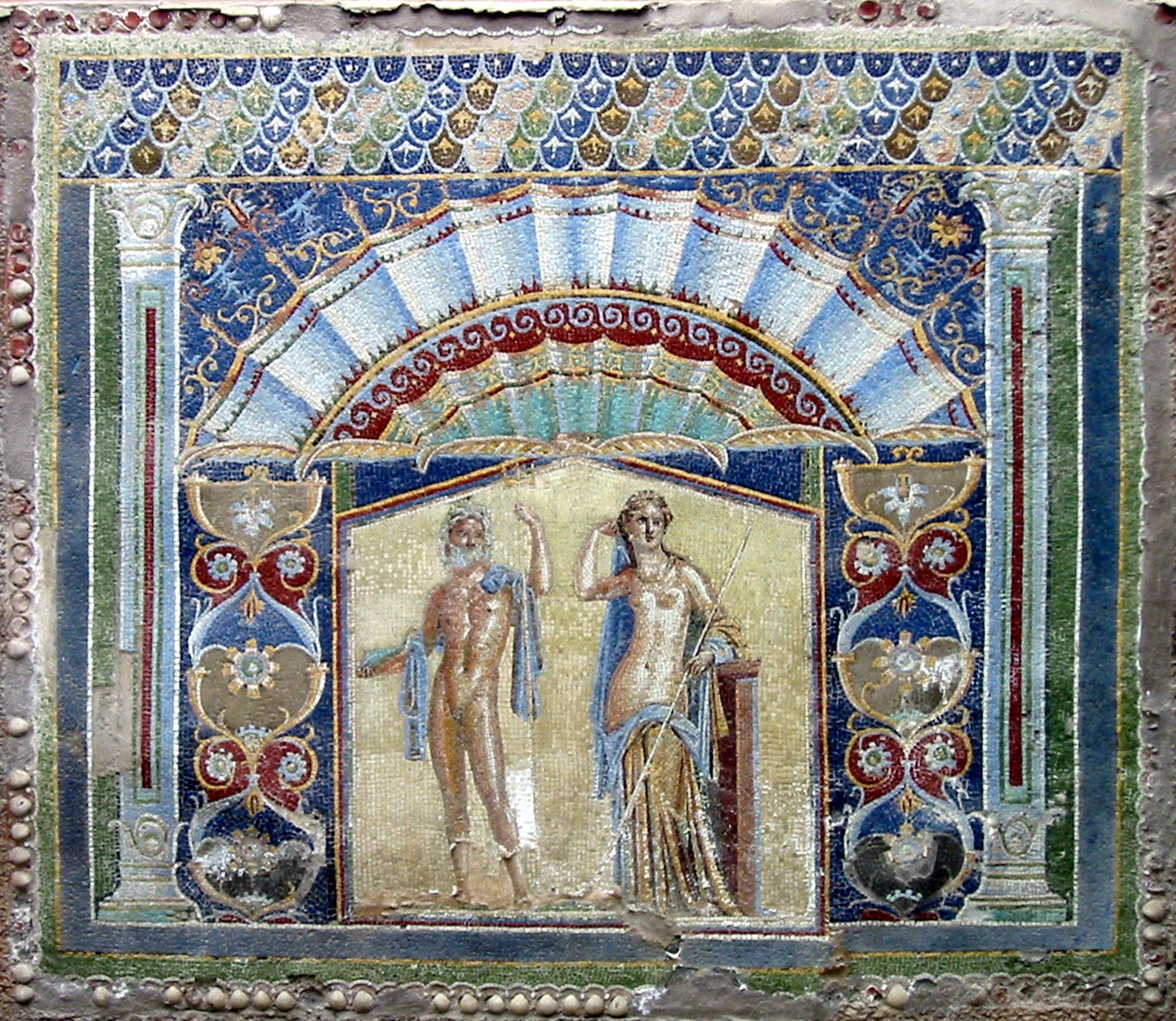
Mosaik in Herculaneum, Neptun und Amphitrite

Besonders im römischen Reich waren Mosaiken weit verbreitet. Viele Fußböden und seltener auch die Wände in Wohnbauten der gehobenen sozialen Schichten wurden mit Mosaiken dekoriert. Daneben ist aber auch überliefert, dass Gaius Iulius Caesar auf seinen Feldzügen Mosaiken für sein Feldherrenzelt mitführte und Kaiser Caligula seine luxuriösen Schiffe mit Mosaiken versehen ließ.
Im ersten nachchristlichen Jahrhundert bevorzugte man vor allem schwarz-weiße Mosaiken, wobei geometrische Motive dominierten. Figürliche Darstellungen waren eher selten und wurden erst im 2. Jahrhundert beliebter; gleichzeitig kamen auch wieder mehrfarbige Mosaiken vor, die besonders in den nordafrikanischen Provinzen beliebt waren und einen eigenen Stil zeigten. Im Osten des Reiches herrschten klassisch griechische Stilelemente und Traditionen vor.
Ab dem 3. Jahrhundert n. Chr. entstand als besondere Kunstrichtung die christliche Mosaikkunst, sowohl im Westen als auch im Osten des Reiches. Frühchristliche Mosaiken in Rom bilden dabei einen besonderen Schwerpunkt, ebenso die vom Byzantinischen Reich beeinflussten Mosaiken im italienischen Ravenna.

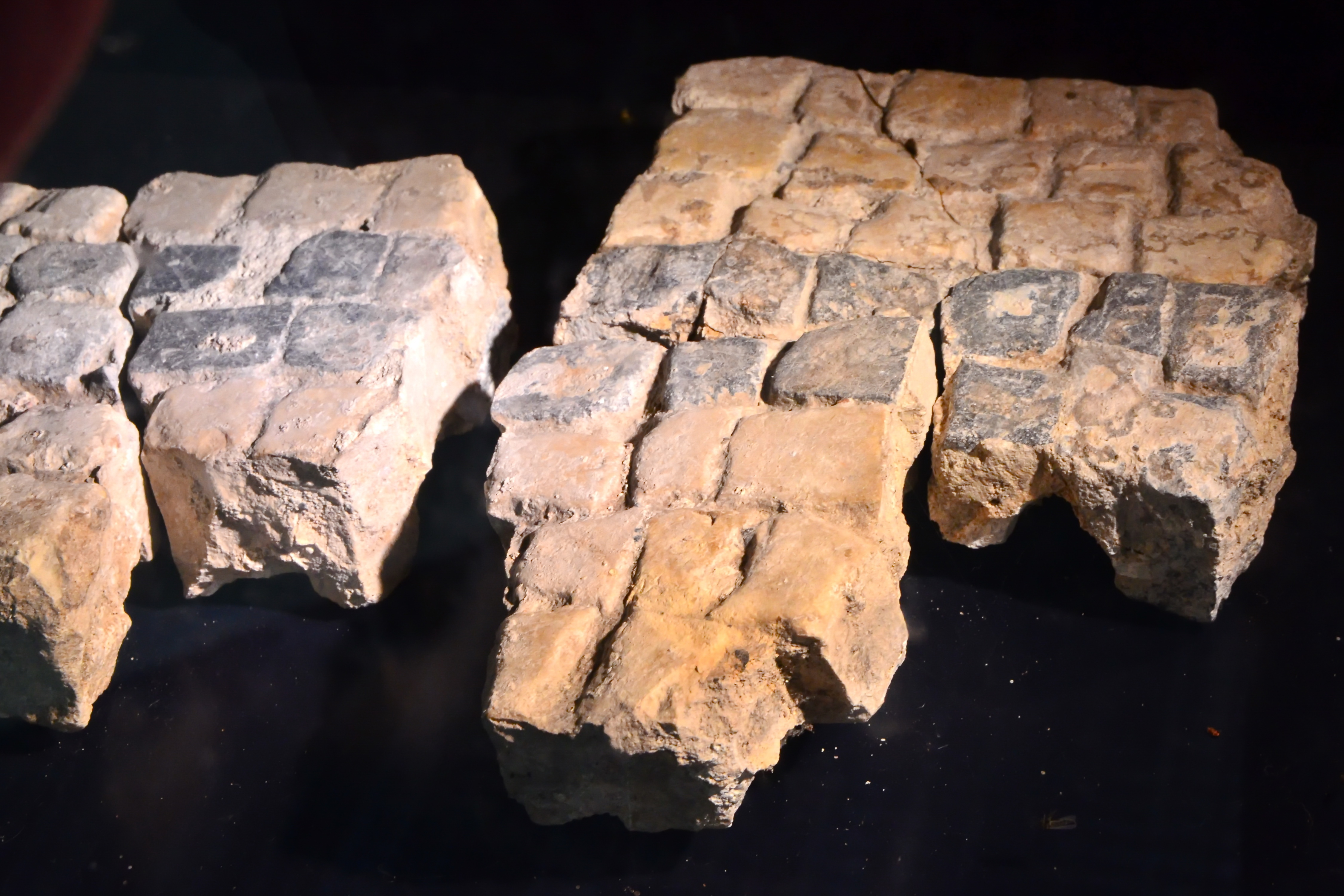
Mosaikreste aus den Thermen des römischen vicus Turicum (Zürich)
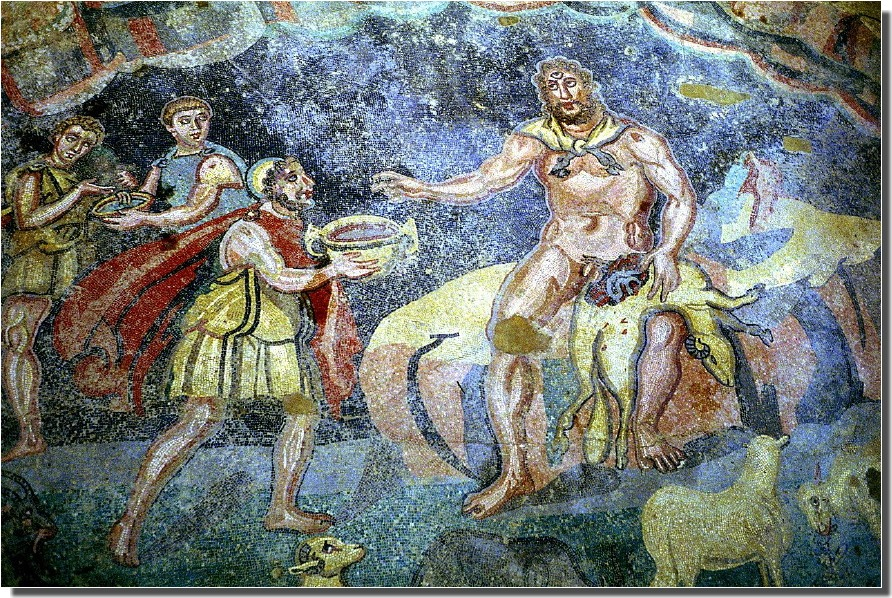
Mosaik aus der Villa Romana del Casale im sizilischen Piazza Armerina
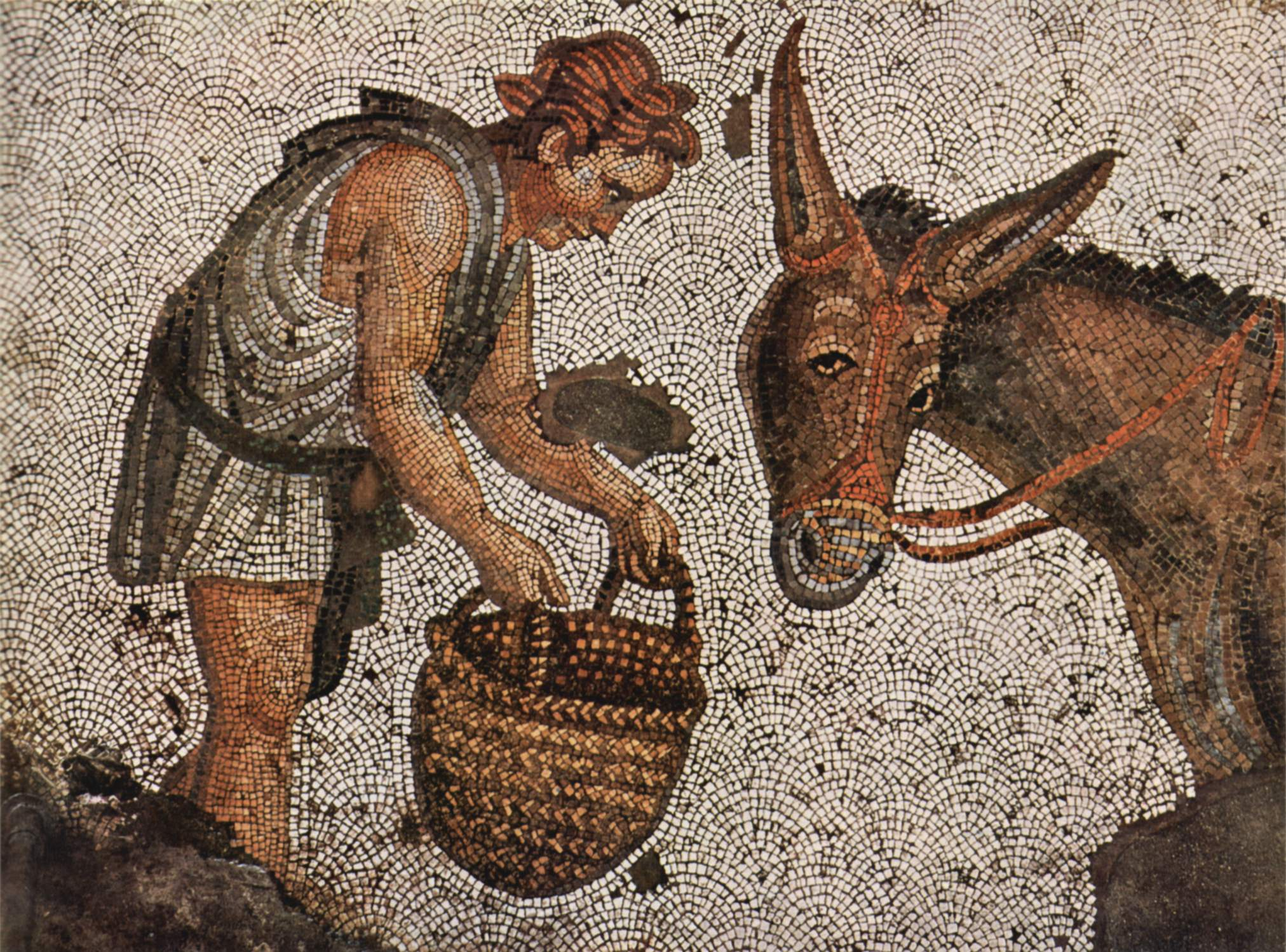
Mosaik aus dem Kaiserpalast in Konstantinopel (5./6. Jahrhundert)

### Byzantinisches Reich
Im byzantinischen Reich waren Mosaiken mit Goldgrund an den Wänden von Kirchen und Palästen bis ins späte Mittelalter weit verbreitet. Fußböden wurden dagegen seit dem 6. Jahrhundert statt mit Mosaiken mit Opus sectile belegt. Erhalten sind figürliche Mosaiken unter anderem in Konstantinopel in der Hagia Sophia (11.–13. Jh.) und in den Kirchen des Chora-Klosters und des Pammakaristos-Klosters (beide 14. Jahrhundert); in Thessaloniki in der Kirche des Latomos-Klosters (5. Jahrhundert) und in der Demetrioskirche (6./7. Jahrhundert), sowie im Süden Griechenlands in den Klöstern von Hosios Lukas und Daphni (beide 11. Jahrhundert). Auch besonders aufwendige Ikonen wurden aus Mosaik mit winzigen Steinen in einer Bettung aus Wachs hergestellt; erhalten ist unter anderem eine solche Ikone in Berlin (Christus der Barmherzige).

### Mittelalter

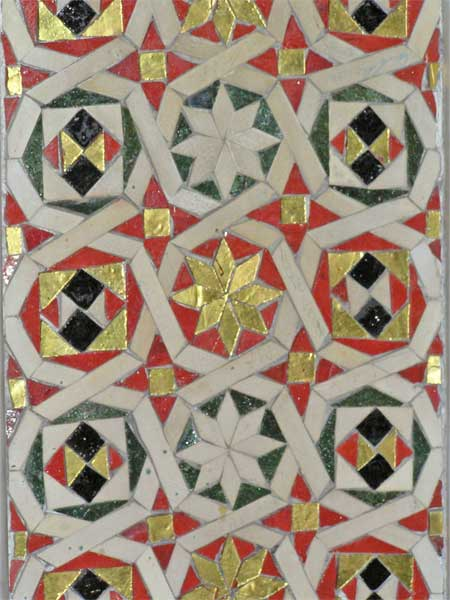
Detail eines Kosmaten-Mosaiks aus der Kathedrale von Monreale, Sizilien (12. Jahrhundert)

Ab dem Mittelalter waren Mosaiken eher selten. Als möglicher Grund dafür wurde in Erwägung gezogen, dass die Anfertigung von Mosaiken in größerem Stil ein Ausmaß an Arbeit erforderte, das sich nur mit dem antiken Ausmaß an Sklavenarbeit realisieren ließ. Dennoch existieren auch einige mittelalterliche Beispiele; berühmt sind beispielsweise die figürlichen Szenen in der Kirche Santa Annunziata in Otranto und in der ehemaligen Kathedrale von Lescar (Aquitanien) oder die Tierkreis-Darstellungen im Chorumgang der ehemaligen Abteikirche Saint-Philibert in Tournus (Burgund). Auch in einigen romanischen Kirchen Kölns (zum Beispiel Sankt Gereon, Groß Sankt Martin) finden sich vollständige oder in Teilen erhaltene Beispiele.

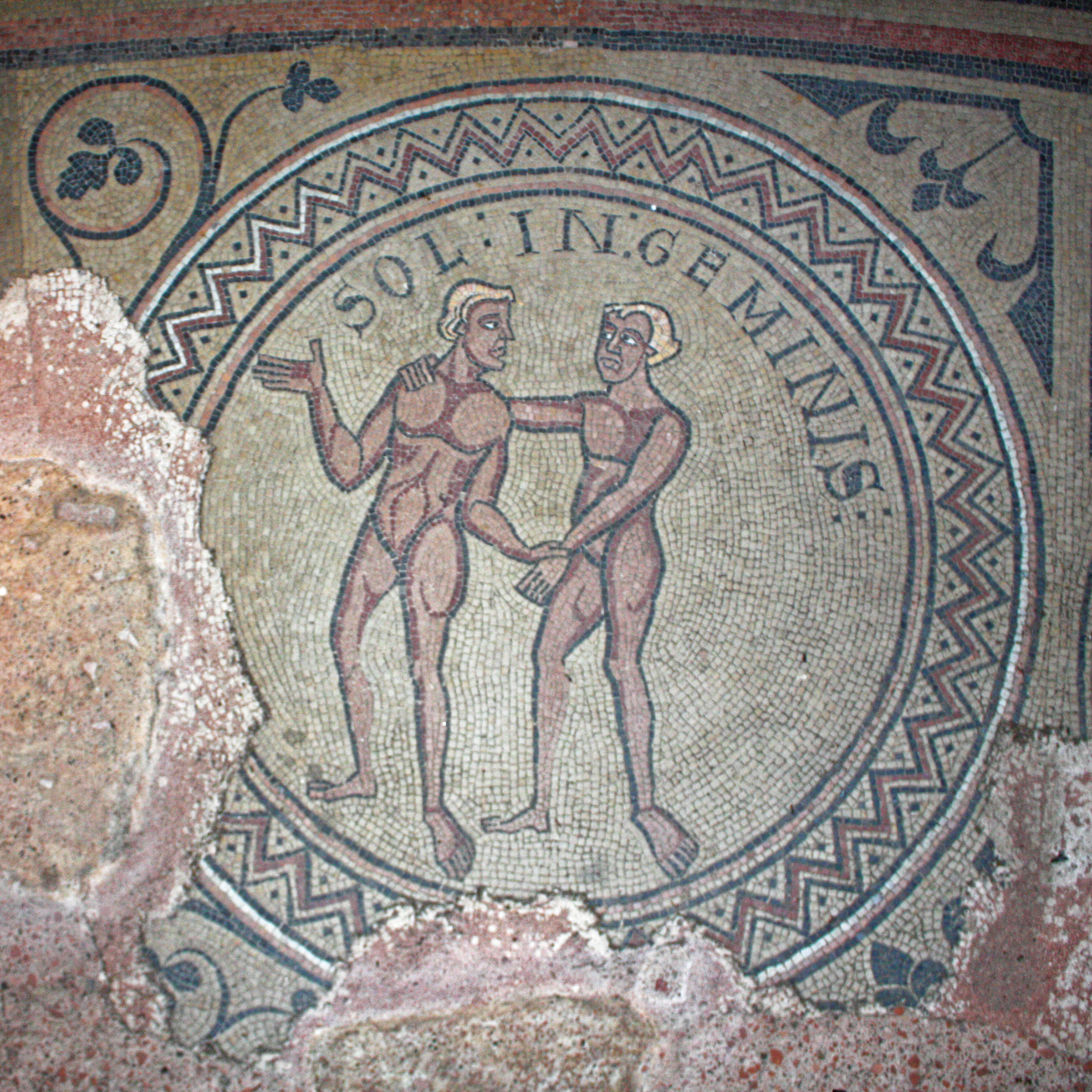
Abteikirche St Philibert in Tournus – Zwillinge (Tierkreiszeichen)
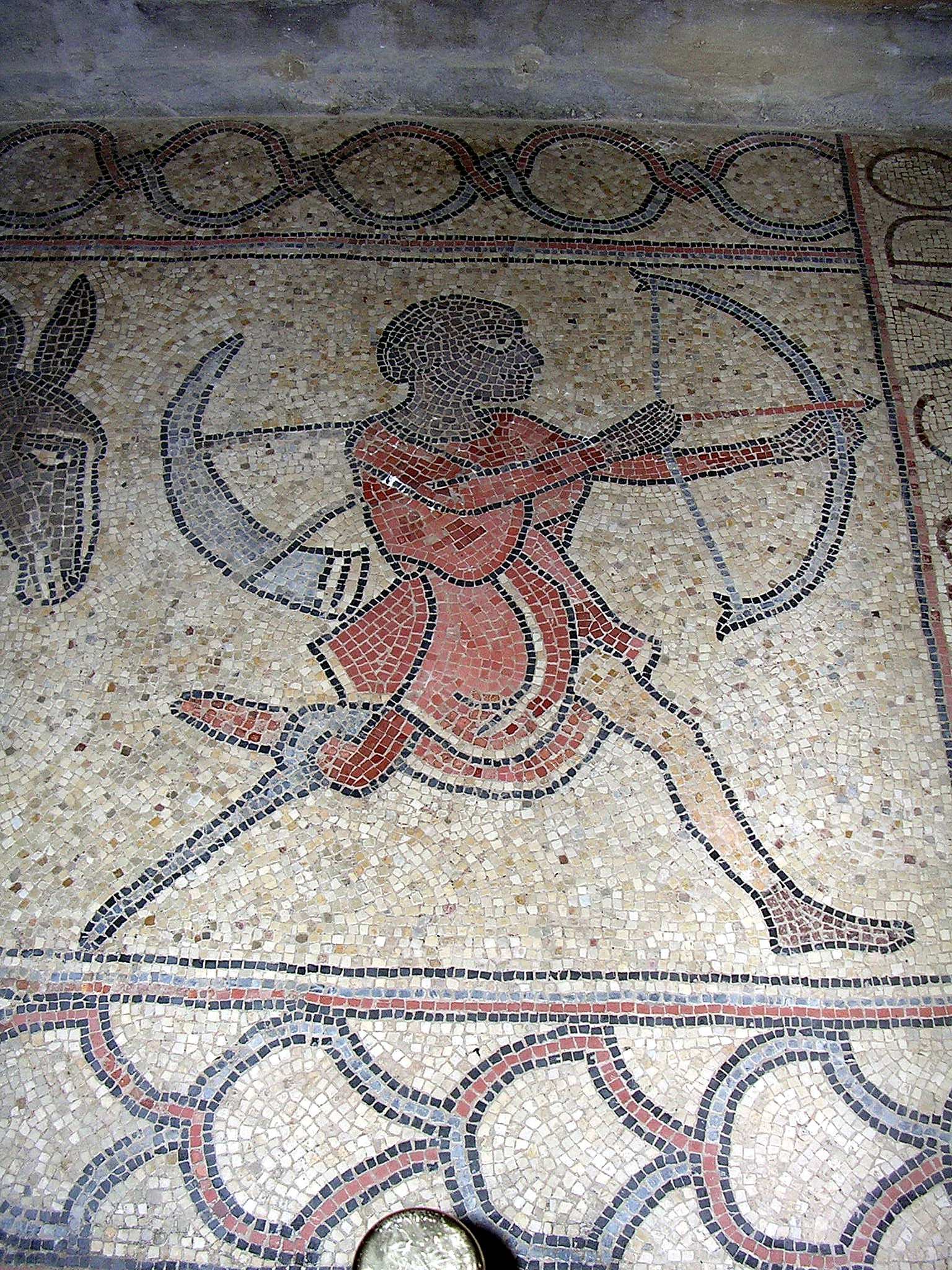
Jagdmosaik in der Kathedrale von Lescar
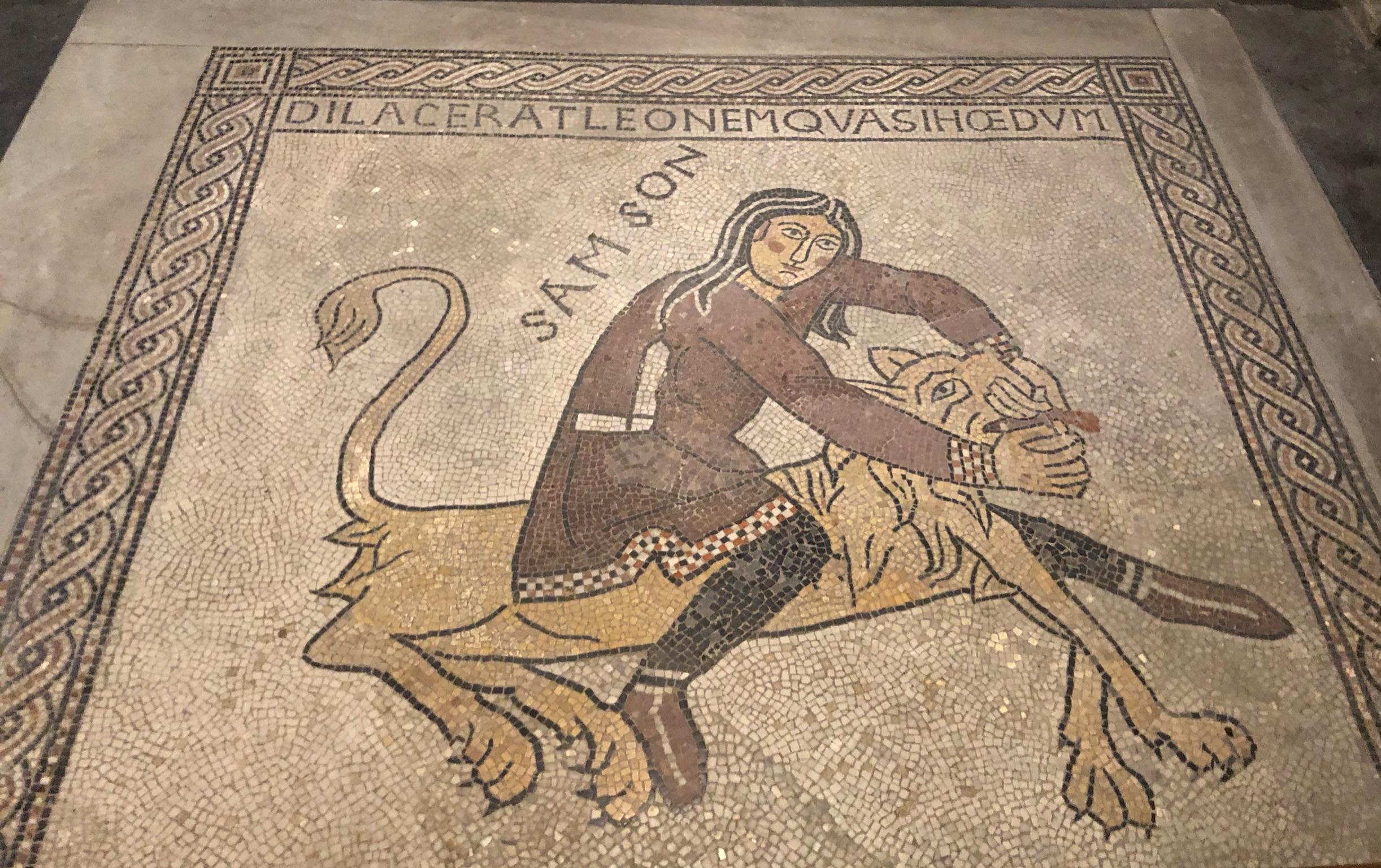
Samson bezwingt den Löwen, St. Gereon, Köln
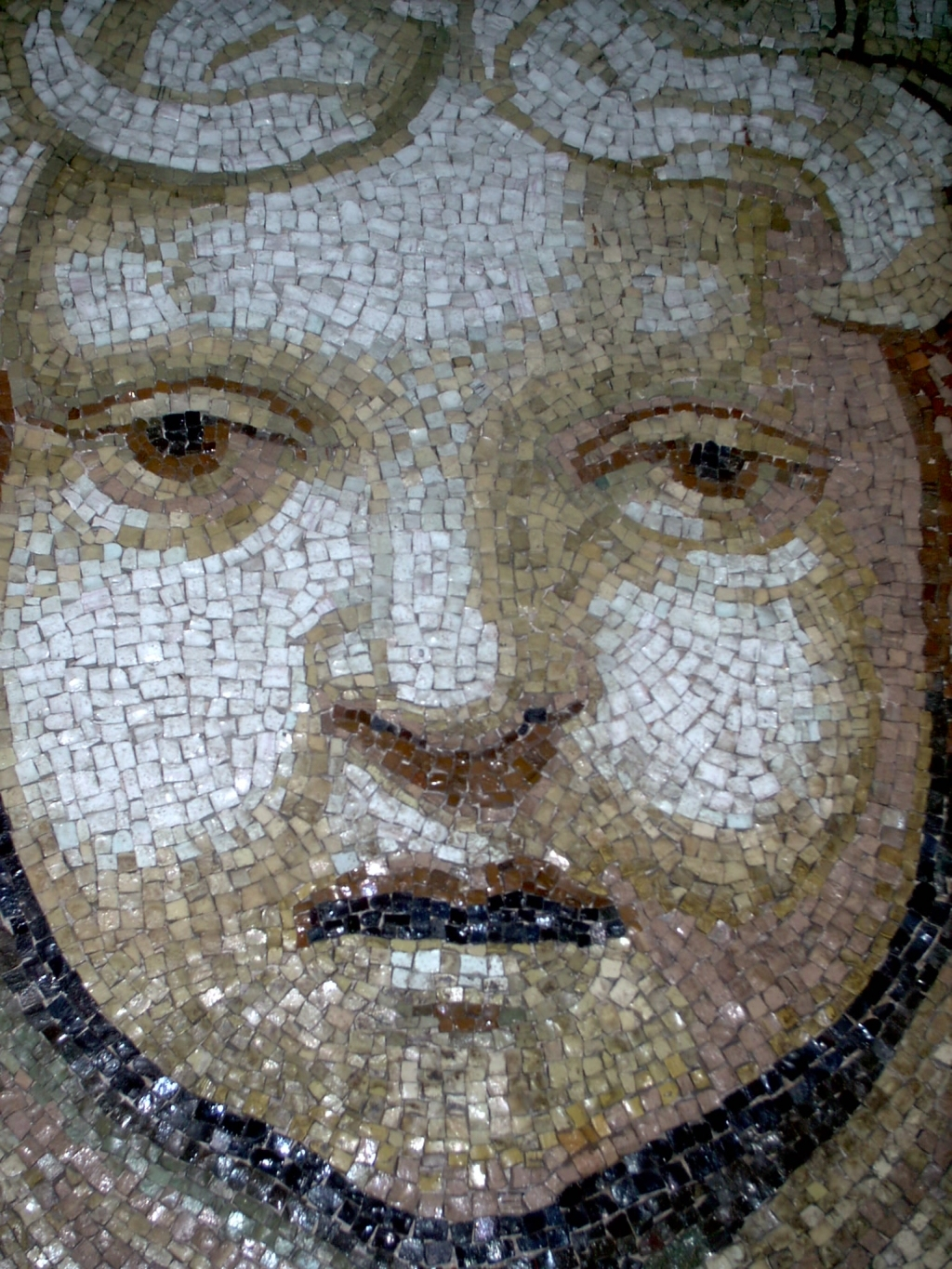
Mosaik im Petersdom, Rom
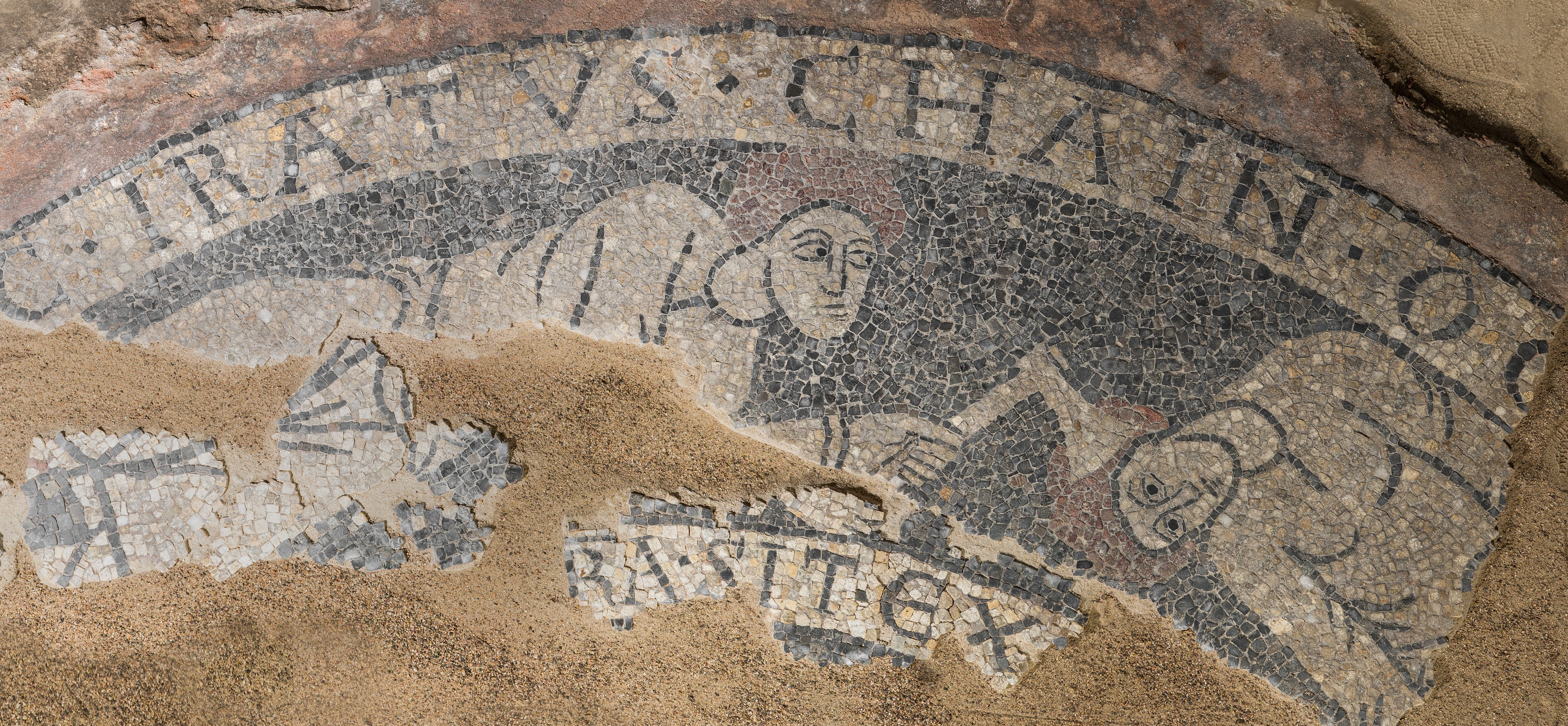
Kain erschlägt Abel, Kloster Schuttern

### Islam
Die islamische Mosaikkunst besteht ganz überwiegend aus abstrakt-geometrischen oder kalligraphischen Kachelmosaiken (zellij). Diese wurden wahrscheinlich unter den türkischen Seldschuken entwickelt und verbreiteten sich ab dem 11. Jahrhundert über die gesamte islamische Welt. Ab dem 14. Jahrhundert wurde die zeitaufwendige und somit teure Mosaikherstellung sukzessive aufgegeben; anstelle dessen wurden neue Techniken entwickelt, durch welche die abstrakten (Islam) oder bildhaften (Südeuropa) Motive bereits vor dem abschließenden Brennvorgang voneinander getrennt werden konnten.

### Modernes Mosaik

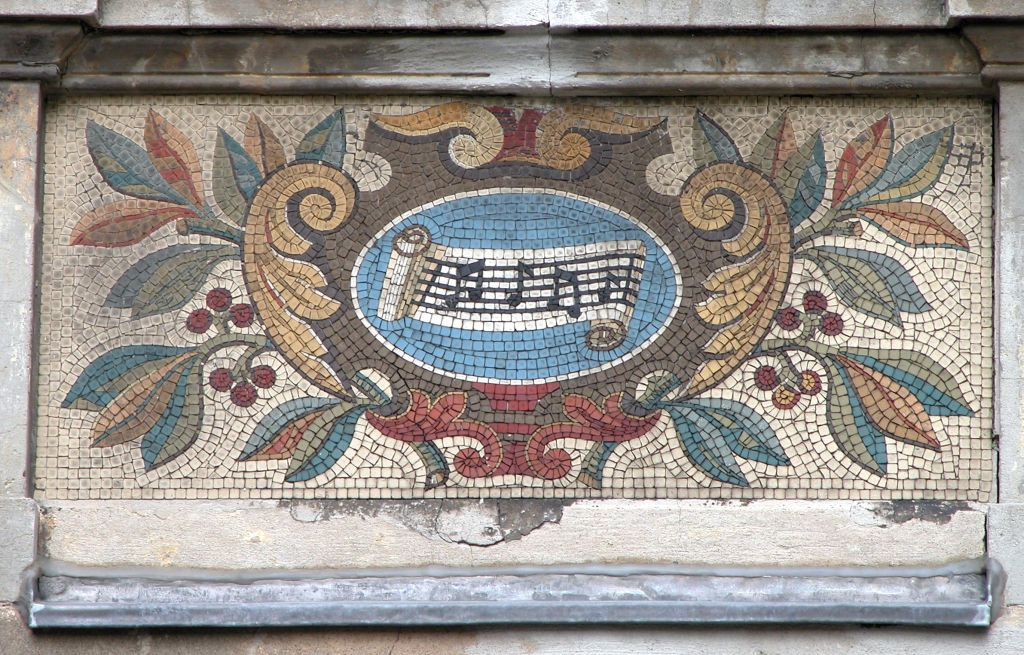
Mosaik aus dem 19. Jahrhundert in Braunschweig

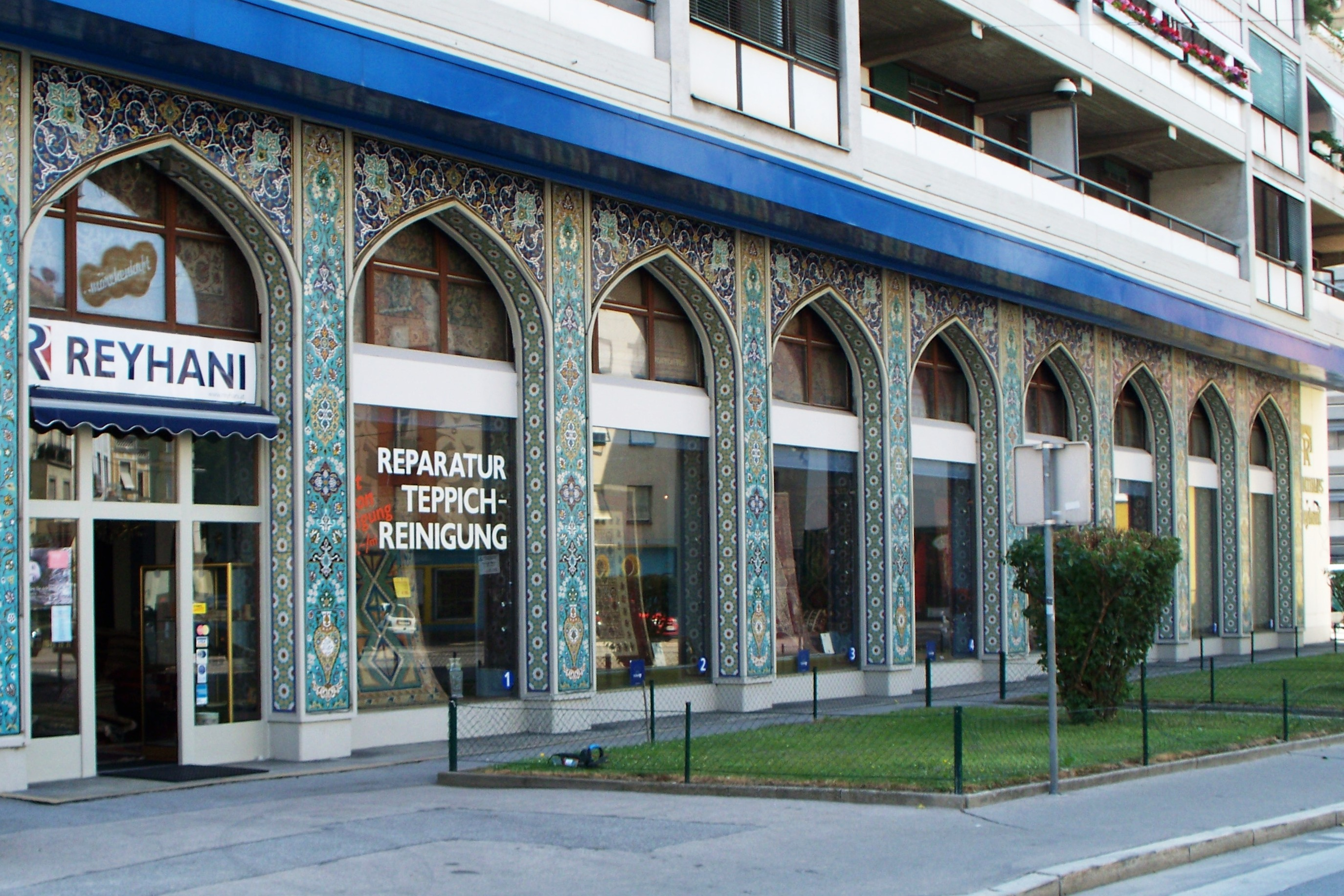
Zeitgenössische Mosaik-Fassade in Graz, Ende 20. Jahrhundert (Foto: 2010)

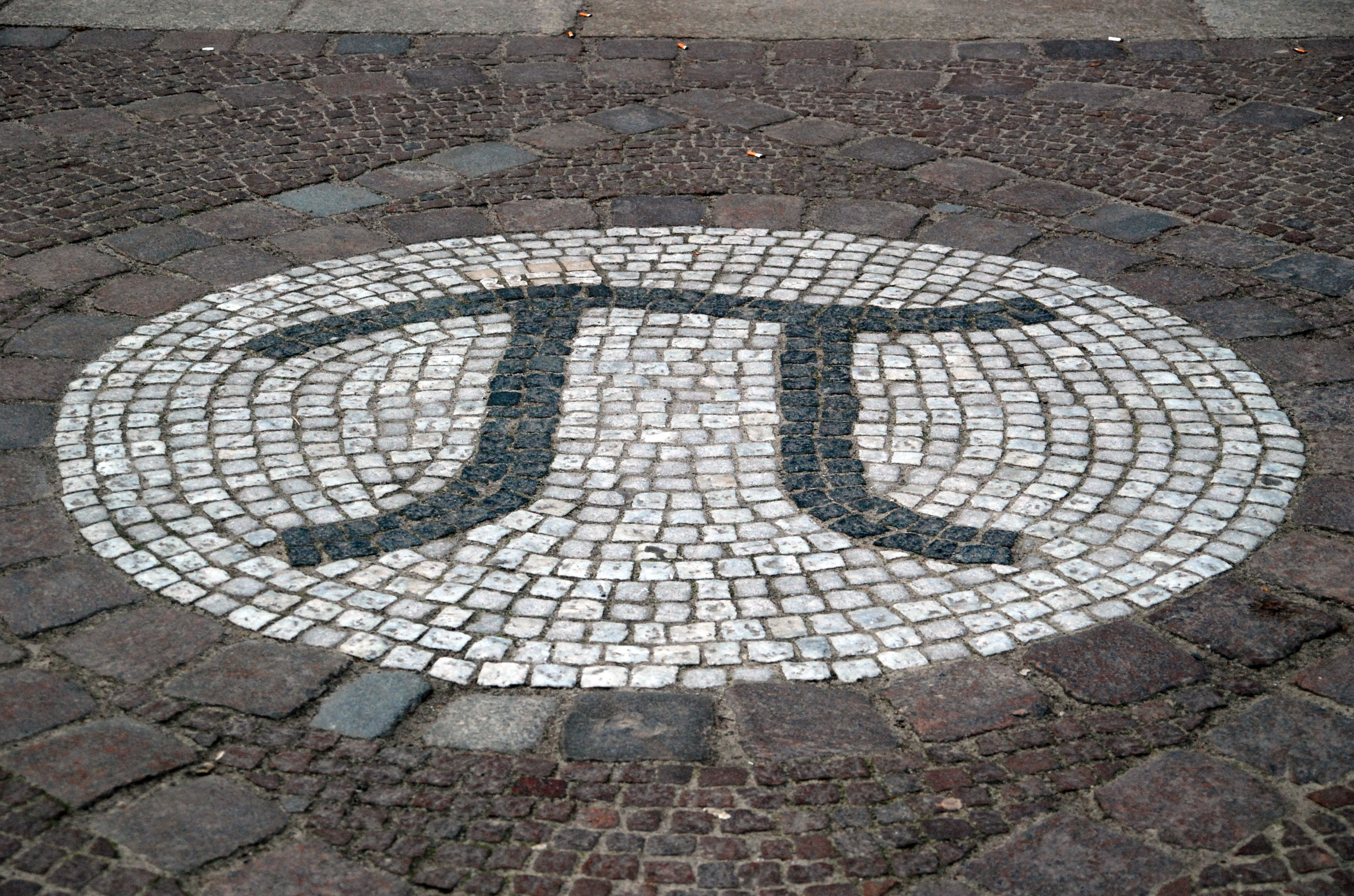
Pi-Boden am Eingang des Mathematikgebäudes der TU Berlin

Mosaik wird heute meist industriell gefertigt und auf Netz oder Papier vorgefertigt geliefert. Erhältlich sind diese vorgefertigten Mosaiktafeln als Glasmosaik, Keramikmosaik oder Natursteinmosaik. Eine entscheidende Einschränkung des industriell zum händisch gefertigten Mosaiks besteht in der Form der Steine und der Führung der Fugenlinien. Diese erzeugen bei dem künstlerisch und von Hand verlegten Mosaik durch ihren das Motiv mitbildenden Verlauf eine Zeichnung innerhalb des Motivs sowie durch ihre wellenförmige das Motiv nachzeichnende Linienführung eine Aura um die Motive, die den Reiz eines Mosaiks überhaupt erst ausmacht und die dem pixelartig zusammengestellten industriell gefertigten Mosaik fehlt.
Das Deutsche Institut für Normung bezeichnet Materialflächen mit einer Seitenlänge unter 10 cm als Mosaik, bei mehr als 10 cm als Fliesen und ab 30 cm als Platten. Ministeck ist eine moderne Variante des Mosaiks.
Das Mosaik gewinnt im kunsthandwerklichen Bereich in neuerer Zeit wieder mehr an Bedeutung. Viele Bastelgeschäfte bieten zunehmend Vorlagen und Mosaiksteine aus Materialien wie Glas, Keramik, Ton, Natursteine und mit verschiedenen Formen wie Perlen, Herzen oder Sternen an. Daneben findet die Mosaiktechnik in jüngerer Zeit auch in Computerprogrammen zur Erstellung von Fotomosaiken Anwendung.
Im Main Tower in Frankfurt am Main befindet sich das Wandmosaik Frankfurter Treppe / XX. Jahrhundert des Berliner Künstlers Stephan Huber. Mit sieben Metern Höhe und 125 Metern Länge zählt der aus 800.000 Mosaiksteinen bestehende umlaufende Fries des Hauses des Lehrers am Berliner Alexanderplatz als größtes Bildwerk Europas. Der Fries unter dem Titel Unser Leben von Walter Womacka wurde 1964 fertiggestellt, 2004 saniert und steht unter Denkmalschutz. Als zurzeit größtes Mosaikkunstwerk wurde durch die Russische Akademie der Künste in Moskau unter Leitung von Nikolaj Muhin ein Großteil der Mosaikgestaltung im Dom des Heiligen Sava in Belgrad angelegt. Das an byzantinische Goldmosaike des 11.–12. Jahrhunderts angelehnte Kuppelmosaik von 1235 m² wurde am 17. Dezember 2017 vollendet.
Wichtige Mosaikkünstler des 20. Jahrhunderts sind Charles Crodel, Konrad Honold, Jan Thorn Prikker, Helmuth Uhrig, Peter Recker, Heinrich Nauen, Antoni Gaudí, Niki de Saint Phalle, Eduard Bargheer, Friedensreich Hundertwasser und Heinrich Jungebloedt.

## Berühmte Mosaiken
Italien
- Das Alexandermosaik mit einer Darstellung der Schlacht bei Issos, das bei den Ausgrabungen Pompejis im Haus des Fauns entdeckt wurde.[18] Das 5,82 m × 3,13 m große Mosaik zeigt die kämpfenden Heere und als zentrale Figuren Alexander den Großen und seinen Gegner, den Perserkönig Dareios III. Es befindet sich heute im Archäologischen Nationalmuseum Neapel.
- Das Nilmosaik von Palestrina, ein 5,85 m × 4,31 m großes Bildmosaik mit Darstellungen aus dem hellenistischen Ägypten.[19] Es wurde gefunden im Heiligtum der Fortuna Primigenia in Praeneste, dem heutigen Palestrina. Eine aus Fragmenten rekonstruierte Fassung wird im Museo Nazionale Prenestino, dem ehemaligen Palazzo Colonna Barberini, verwahrt.
- Die Mosaiken frühchristlicher Bauten in Ravenna, die 1996 in das Weltkulturerbe der UNESCO aufgenommen wurden: die Kirchen San Vitale, Sant’Apollinare Nuovo, Sant’Apollinare in Classe, das Baptisterium der Kathedrale, das Baptisterium der Arianer, und das Mausoleum der Galla Placidia.[20]
- Die Mosaiken der Villa Romana del Casale auf Sizilien[21] (3500 m² Mosaikfläche aus der 2. Hälfte des 4. Jahrhunderts n. Chr.).
- Die Mosaiken der Kathedrale von Monreale in der Nähe von Palermo auf Sizilien[22] (6340 m² Mosaikfläche aus dem 12. Jahrhundert)

Frankreich
- romanische Mosaiken in der Kathedrale von Lescar
- romanische Mosaiken im Chorumgang der Abteikirche St Philibert in Tournus
- das Mosaik des Heiligsten Herzens von Luc-Olivier Merson (fertiggestellt 1922) in der Apsis von Sacré-Cœur de Montmartre

Deutschland
- Eines der bekanntesten römischen Mosaiken in Deutschland ist das Dionysosmosaik in Köln,[23] das im Jahr 1941 bei Schachtarbeiten gefunden wurde und über dem das Römisch-Germanische Museum errichtet wurde.
- Das größte römische Mosaik in Deutschland wurde 1852 in der römischen Villa von Nennig der saarländischen Gemeinde Perl entdeckt. Das sogenannte Gladiatorenmosaik misst 15,65 × 10,30 m und zeigt zwischen flechtbandverzierten Rautensternen sechs figürliche Bildfelder mit Szenen aus dem Amphitheater. Es ist an Ort und Stelle unter einem Schutzbau aus dem Jahr 1874 konserviert.[24]

Großbritannien
Spanien
- Frühchristliche Mosaikkuppel von Centcelles bei Tarragona (um 350)[25]
- Kachelmosaiken im Park Güell in Barcelona von Antoni Gaudí (gestaltet 1900–1914)

Türkei
- Mosaiken des Archäologischen Museums Antakya
- Mosaiken aus Zeugma im Zeugma-Mosaik-Museum in Gaziantep

Marokko
- Mosaiken der Römerstadt Volubilis (zum Teil auch im Kasbah-Museum Tanger)
- Mosaiken aus Lixus im Archäologischen Museum Tetouan

Tunesien
- Bedeutende Sammlung im Nationalmuseum von Bardo
- Bedeutende Sammlung auch im Archäologischen Museum Sousse

## Verwandte Techniken
- Zusammengesetzte Strukturen aus verschiedenfarbigem Glas finden sich in Bleiglasfenstern und der Tiffany-Glaskunst.